# كيني ميتشيل (ملاكم)
كيني ميتشيل (بالإنجليزية: Kenny Mitchell)‏ (7 فبراير 1960 بستوكتون في الولايات المتحدة - ) هو ملاكم أمريكي، صنّف ضمن فئة وزن البانتام السوبر ‏.

## إحصائيات
خاض خلال مسيرته 40 نزالا، فاز في 22 وتعادل في 3 وخسر في 15. فاز بالضربة القاضية في 5 نزالات.

## روابط خارجية
- كيني ميتشيل على موقع بوكس ريك (الإنجليزية) (registration required)